# Classical Gas (Tommy Emmanuel)
Classical Gas è un album del chitarrista australiano Tommy Emmanuel che riprende il titolo dal famoso pezzo strumentale di Mason Williams intitolato Classical Gas appunto. Pubblicato nel 1995 dall'etichetta Columbia, è stato rimasterizzato nel 2003 dalla Sony.
Contiene un'interpretazione di Emmanuel del Concierto de Aranjuez, opera per chitarra di Joaquín Rodrigo.

## Tracce
1. "Classical Gas"
2. "The Journey"
3. "Run a Good Race"
4. "Concierto de Aranjuez"
5. "She Never Knew"
6. "Gollywogs Cake Walk"
7. "Who Dares Wins"
8. "Initiation"
9. "The Hunt"
10. "Countrywide"
11. "Pan Man" (con Slava Grigoryan)
12. "Padre"